# Phengodes variicornis
Phengodes variicornis is een keversoort uit de familie Phengodidae. De wetenschappelijke naam van de soort is voor het eerst geldig gepubliceerd in 1986 door Zarazoga & Wittmer.